# 马蒂亚斯·博格巴
马蒂亚斯·法苏·博格巴（Mathias Fassou Pogba，1990年8月19日出生）是几内亚职业足球运动员，最近在法國全國乙組聯賽俱乐部貝爾福担任前锋。
在皇家维戈塞尔塔开始他的青年职业生涯后，博格巴曾在法国的坎佩爾短暂效力，之后跟随他更著名的兄弟保罗前往英国，在那里他为雷克斯汉姆和克鲁亚历山德拉效力。在英格兰联赛效力四年后，他于2014年转会到意乙球队佩斯卡拉，但仅几个月后就随克劳利镇回到英格兰。在苏格兰的帕尔蒂克和荷兰的鹿特丹斯巴達短暂效力之后，他于2018年9月加入了图尔。在2019-20赛季，他在西班牙效力于曼切戈和洛尔卡。自2013年首次亮相以来，博格巴还为几内亚国家队出场五次。